# Incogni
 (décembre 2023).
La mise en forme du texte ne suit pas les recommandations de Wikipédia : il faut le « wikifier ».
Les points d'amélioration suivants sont les cas les plus fréquents :
- Les titres sont pré-formatés par le logiciel. Ils ne sont ni en capitales, ni en gras.
- Le texte ne doit pas être écrit en capitales (les noms de famille non plus), ni en gras, ni en italique, ni en « petit »…
- Le gras n'est utilisé que pour surligner le titre de l'article dans l'introduction, une seule fois.
- L'italique est rarement utilisé : mots en langue étrangère, titres d'œuvres, noms de bateaux, etc.
- Les citations ne sont pas en italique mais en corps de texte normal. Elles sont entourées par des guillemets français : « et ».
- Les listes à puces sont à éviter, des paragraphes rédigés étant largement préférés. Les tableaux sont à réserver à la présentation de données structurées (résultats, etc.).
- Les appels de note de bas de page (petits chiffres en exposant, introduits par l'outil «  Source ») sont à placer entre la fin de phrase et le point final[comme ça].
- Les liens internes (vers d'autres articles de Wikipédia) sont à choisir avec parcimonie. Créez des liens vers des articles approfondissant le sujet. Les termes génériques sans rapport avec le sujet sont à éviter, ainsi que les répétitions de liens vers un même terme.
- Les liens externes sont à placer uniquement dans une section « Liens externes », à la fin de l'article. Ces liens sont à choisir avec parcimonie suivant les règles définies. Si un lien sert de source à l'article, son insertion dans le texte est à faire par les notes de bas de page.
- La présentation des références doit suivre les conventions bibliographiques. Il est recommandé d'utiliser les modèles {{Ouvrage}}, {{Chapitre}}, {{Article}}, {{Lien web}} et/ou {{Bibliographie}}. Le mode d'édition visuel peut mettre en forme automatiquement les références.
- Insérer une infobox (cadre d'informations à droite) n'est pas obligatoire pour parachever la mise en page.

Pour une aide détaillée, merci de consulter Aide:Wikification.
Si vous pensez que ces points ont été résolus, vous pouvez retirer ce bandeau et améliorer la mise en forme d'un autre article.
 (décembre 2023).
Incogni est un service de suppression automatisée des données accessible sous forme d'abonnement, conçu pour aider les utilisateurs à supprimer leurs données personnelles auprès des courtiers en données et des entreprises susceptibles de stocker ces données. Incogni a été développé en 2021 par Surfshark, une société principalement réputée pour ses solutions VPN.

## Technologie
Incogni se comporte comme un proxy de confidentialité[Quoi ?], en envoyant des demandes de suppression de données à une liste exhaustive de courtiers en données au nom de ses utilisateurs. Il a pour principal objectif de supprimer les informations personnelles telles que les adresses e-mails, les noms, les adresses et les codes postaux des bases de données de ces courtiers en données. Le service est entièrement automatisé, ne nécessitant que peu de manipulations de la part de l'utilisateur après la configuration initiale. En novembre 2023, Incogni est en relation avec environ 200 courtiers en données.

## Disponibilité
Incogni est particulièrement apprécié dans les régions où la législation en matière de protection des données est stricte, comme les États-Unis, le Canada, l'Union européenne, le Royaume-Uni, la Norvège, le Liechtenstein et la Suisse. Ces régions sont concernées en raison de leur conformité avec les principales réglementations en matière de protection des données, telles que le RGPD, la CCPA et la PIPEDA,,.

## Commentaires
Incogni a reçu des critiques généralement positives depuis sa création. La simplicité, l'efficacité dans l'envoi de demandes de suppression de données et la fonctionnalité automatisée sont autant d'atouts mis en avant par les critiques,. La plateforme ergonomique du service, son prix abordable et la solide réputation en matière de confidentialité de sa société mère, Surfshark, ont contribué à cet accueil favorable,.
Cependant, certains observateurs ont souligné quelques limites, notamment le nombre relativement faible de courtiers en données concernés comparé à l'industrie massive de la collecte de données et le service clients de base d'Incogni, qui ne propose pas d'options telles que le chat en direct ou l'assistance téléphonique ,. L'absence d'essai gratuit ou de version gratuite a également été mentionnée comme étant un inconvénient.